# Expositions internationales de Londres

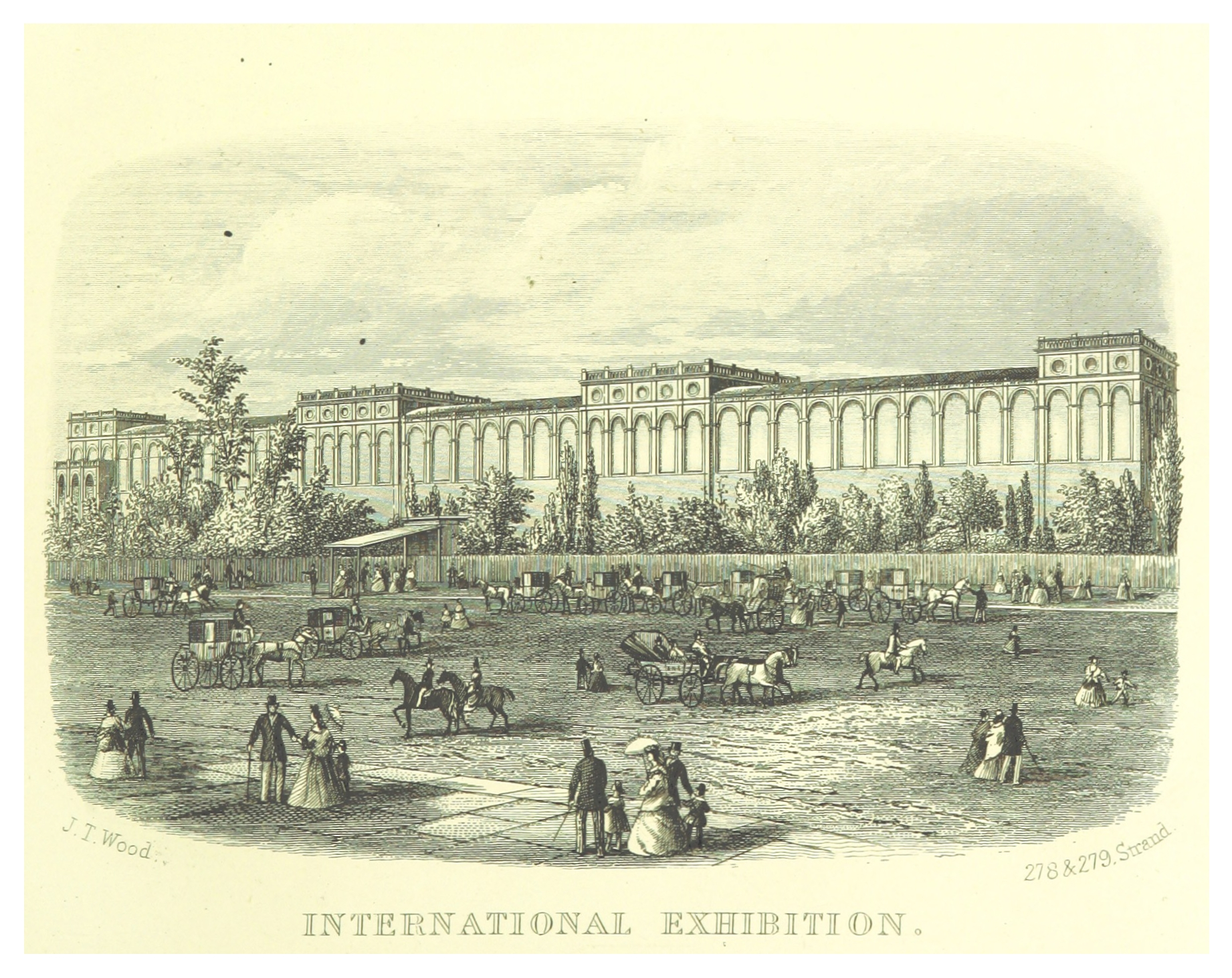
L’exposition en 1872.

Les expositions internationales de Londres ont eu lieu chaque année de 1871 à 1874. Elles faisaient suite à la Grande exposition des œuvres de l'industrie de 1851 et à l'Exposition internationale de 1862 à Londres, ainsi qu'aux nombreuses expositions internationales qui avaient eu lieu dans divers pays depuis 1851.